# Платан західний
Платан західний (Platanus occidentalis) — вид дерев роду платан (Platanus) родини платанових (Platanaceae).

## Опис
Платан західний — це могутнє, з масивним стовбуром, листопадне дерево заввишки до 35 метрів.
Платан західний має гладеньку кору світло-зеленого, подекуди кремово-білого кольору.
Від близького платана східного західний відрізняється трилопатевим або нечітко п'ятилопатевим, з неглибокими виїмками листям, поодинокими, щетинистими супліддями і меншим розміром насіння (2,5—3 мм).

## Поширення та умови росту
У природі платан західний поширений у Північній Америці.
Витримує морози до −30 °C. Дерево не є вимогливим до родючості ґрунтів. Посуху витримує погано.

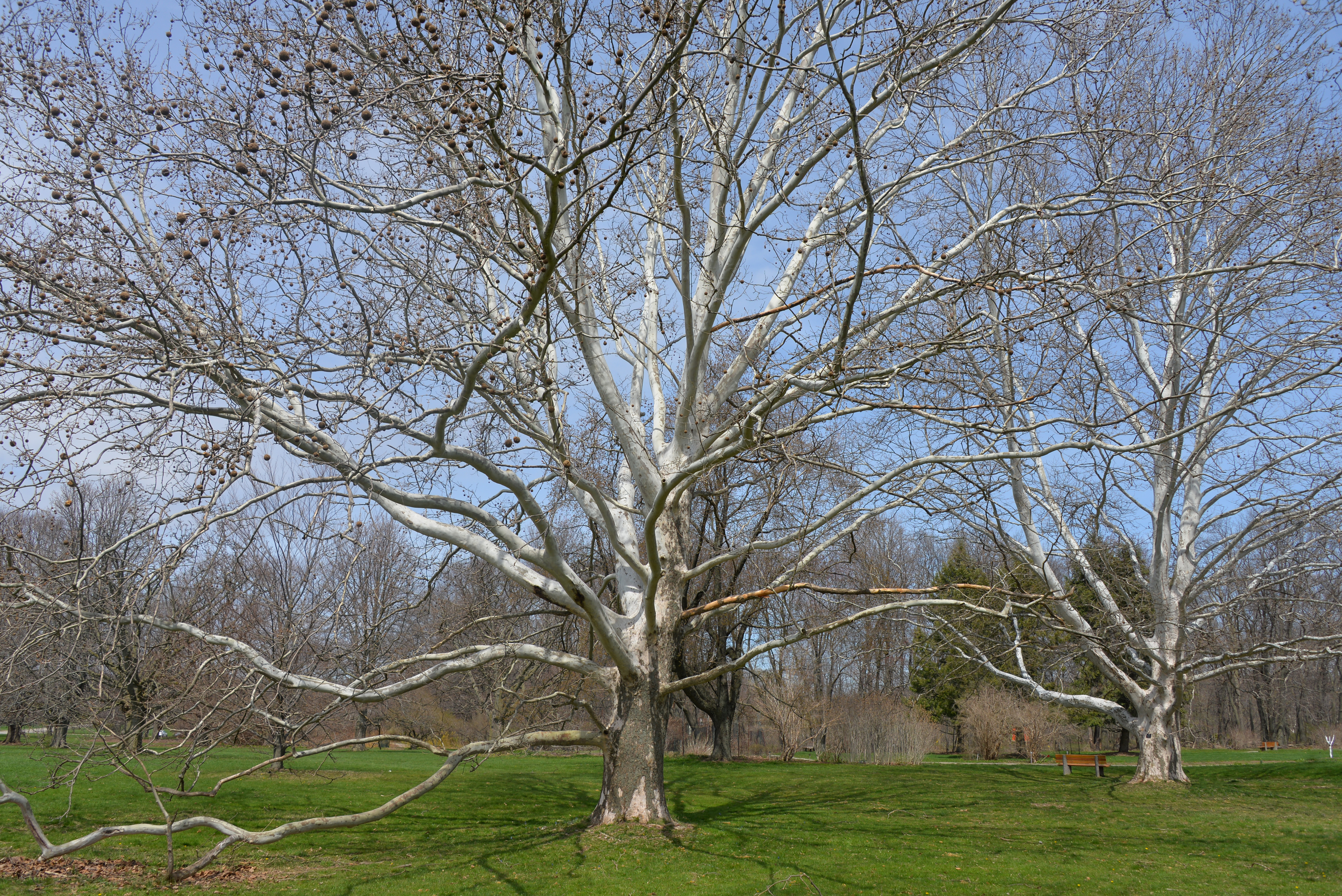
Платани у Королівському ботанічному саду (Гамільтон, Онтаріо)
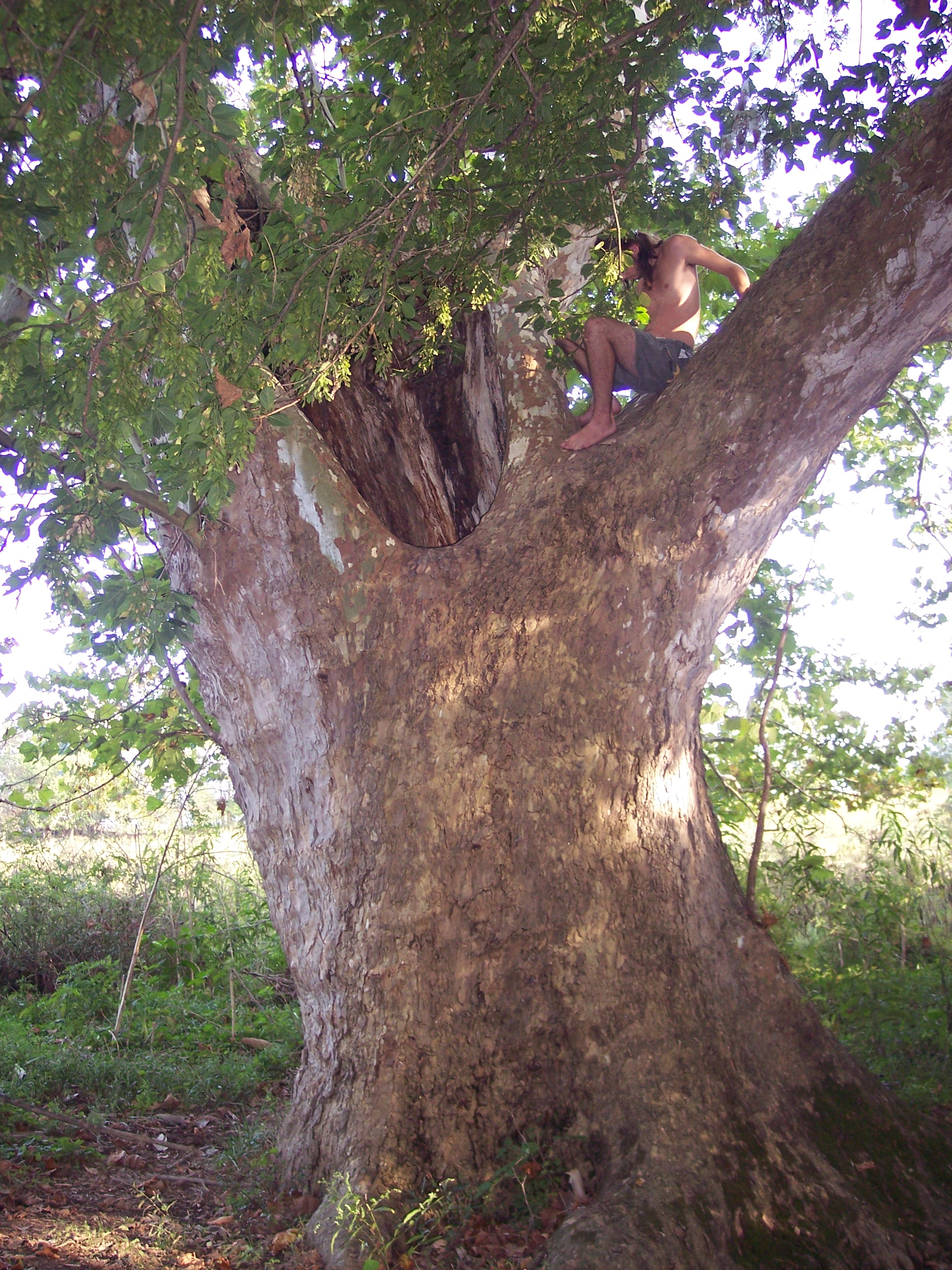
Могутній стовбур платана

## Джерело
- Меморіальне дерево Закарпаття – платан західний // Закарпатське обласне управління лісового господарства

| Гібіскус | Це незавершена стаття про квіткові рослини. Ви можете допомогти проєкту, виправивши або дописавши її. |